# 直到永遠 (泰勒絲歌曲)
《直到永遠》（英語：Long Live）是美國創作歌手泰勒·斯威夫特的一首歌曲，收錄於其第3張錄音室專輯《爱的告白》中。歌曲的原版由泰勒·斯威夫特創作，由泰勒·斯威夫特與内森·查普曼共同製作。由於專輯銷量帶動的數位下載，歌曲在美國《告示牌》百强单曲榜最高排第85名。
2012年，歌曲作為專輯《爱的告白世界巡回演唱会-现场》的巴西版本的單曲發行了新版本。巴西版加入了巴西歌手保拉·费尔南德斯的創作和演唱的一小段內容。在巴西當地，歌曲打入了《告示牌》巴西百強電台榜前5名。

## 背景與發行
《直到永遠》的歌詞敘述了獲得獎勵與加冕國王與王后時勝利的時刻，並提出了以後這些時刻是否會留名青史的問題。PopMatters的戴夫·希頓認為歌曲是“有關挑戰的圣歌”，其主題與泰勒·斯威夫特先前的歌曲《改變》相似。泰勒·斯威夫特則在其官網解釋道，這是一首寫給我團隊的歌。
音樂上，《直到永遠》是一首受到乡村和摇滚風格影響的讚美詩式強力谣曲。歌曲以重複的吉他帶動，其副歌則使用了強勁的鼓點節拍。根據索尼/聯合電視音樂出版的數位樂譜，《直到永遠》以G大調譜曲，其節拍為92拍每分鐘的中速節拍，拍號為
。

## 榜單表現
獨唱版
| 榜單（2011年）                   | 最高 排位 |
| -------------------------------- | --------- |
| 美国（《告示牌》百大單曲榜）     | 85        |
| 美國（《告示牌》鄉村數位歌曲榜） | 13        |

保拉·费尔南德斯客串單曲版
| 榜單（2012年）                   | 最高 排位 |
| -------------------------------- | --------- |
| 巴西（《告示牌》巴西百強電台榜） | 5         |